# Svoboda (anarchisme)
Svoboda (aussi connu sous le nom «Svoboda ili smert», en russe Свобода или Смерть, traduit du russe par « La liberté ou la mort ») est un groupe révolutionnaire de Saint-Pétersbourg, exerçant ses activités au printemps de 1879. 

## Origines
Le groupe est apparu en 1879 au sein d'un agglomérat de cercles et groupuscules révolutionnaires russes, Zemlia i Volia (Terre et liberté). Sa naissance est due aux divergences de points de vue au sein du cercle anarchiste. Ce dernier visait l'accès de l'ensemble des ouvriers à la terre et à la liberté.
Pour contrer l'indifférence des ouvriers à la propagande de leurs idées et à la répression du gouvernement, la branche ukrainienne menée par Dimitri Lizoguba aboutit à la tactique de la Terreur.
Une importante partie du groupe trouve que cela gène la propagande.
Au mois de mai 1879, les adversaires du combat politique par le terrorisme se réunissent en « comité exécutif » et forme le groupe portant un nom qui définissait clairement leurs objectifs, la Liberté ou La mort.

## Les activités menés par le groupe
Le groupe a recruté sous l'appui d'Alexandre Kvyatovskij d'autres membres, n'ayant aucun lien avec des organisations révolutionnaires mais ayant connu les renversements et la répressions des groupes populistes et révolutionnaires en 1878.

## Fin du groupe
En août 1879, ce noyau a été automatiquement dissout à la suite de la séparation du groupe principal en deux entités, « La volonté du peuple » (Narodnaya Volya) et « La limite noire » (Chyornyj predel).